# Degarelix
O degarelix (INN) ou acetato de degarelix (USAN), comercializado como Firmagon, é um agente de terapia hormonal utilizado no tratamento do câncer de próstata, conhecido anteriormente como FE200486 durante seu desenvolvimento. O hormônio liberador de gonadotrofina (GnRH) é liberado pelo hipotálamo e estimula a liberação de hormônios gonadotróficos (FSH e LH) pela porção anterior da hipófise, o que por sua vez estimula a produção de testosterona pelos testículos. A testosterona, um hormônio masculino, promove o crescimento dos tumores de próstata.
Quando os níveis sanguíneos de testosterona são reduzidos a valores equivalentes àqueles obtidos com a castração, a ação desse hormônio sobre a próstata diminui, o que constitui um objetivo terapêutico comum no manejo do câncer de próstata avançado. O degarelix tem um início de ação imediato, unindo aos receptores de GnRH e bloqueando sua interação. Esse bloqueio induz uma redução rápida e acentuada dos níveis do hormônio luteinizante (LH), do hormônio folículo-estimulante (FSH) e, por sua vez, a supressão da testosterona.

## Posição atual
Em 24 de Dezembro de 2008, a FDA (agência americana de controle de alimentos e medicamentos) aprovou o degarelix para o tratamento de pacientes com câncer de próstata avançado nos EUA. Pouco depois, o fármaco foi aprovado pela EMA (agência europeia de controle de medicamentos), em 17 de fevereiro de 2009, para uso em homens adultos com câncer de próstata avançado dependente de hormônios. A Ferring Pharmaceuticals comercializa o fármaco sob o nome comercial de Firmagon ®.
Os antagonistas do GnRH (bloqueadores dos seus receptores), como o degarelix, constituem um novo tipo de medicamentos usados na terapia hormonal do câncer de próstata. Esses agentes são peptídeos sintéticos derivados do decapeptídeo natural GnRH, um hormônio liberado pelos neurônios do hipotálamo. Os antagonistas competem com o GnRH natural na sua união aos receptores da hipófise. Essa união reversível promove um bloqueio da liberação de LH e FSH pela hipófise. A redução do LH conduz a uma supressão rápida e persistente da liberação de testosterona pelos testículos, que posteriormente reduz o tamanho e o crescimento do câncer de próstata. Essa condição, por sua vez, resulta em redução dos níveis sanguíneos do antígeno específico da próstata (PSA). Por isso, medir os níveis de PSA é uma maneira de controlar como os pacientes com câncer de próstata estão respondendo ao tratamento.
Os agonistas do GnRH causam uma estimulação inicial do eixo hipotálamo-hipofisário-gonadal, chamado “efeito flare”, que gera um aumento dos níveis de testosterona e, sob certas circunstâncias, um aumento do tamanho do tumor. Diferentemente desses agentes, os agonistas do GnRH não causam aumento dos níveis sanguíneos de testosterona. Esse aumento inicial do nível de testosterona, nos pacientes com doença avançada, pode precipitar uma série de sintomas clínicos, como dor óssea, obstrução uretral e compressão da medula espinhal. Por esse motivo, o FDA emitiu um comunicado determinando que os agonistas do GhRH devem colocar essa advertência na sua bula. Para opôr a esse efeito, antes que se inicie o tratamento com a aagonistas do GnRH, usam-se medicamentos que bloqueiam a ação da testosterona na próstata (antiandrogênios). Essa terapia não está indicada quando se utiliza o degarelix, que bloqueia diretamente os receptores na hipófise.
Os agonistas do GnRH também induzem um aumento dos níveis de testosterona depois de cada aplicação do fármaco, fenômeno que não ocorre com antagonistas do GnRH como o degarelix e têm um início de ação imediato, que conduz a uma rápida e acentuada supressão da testosterona e, portanto, são especialmente valiosos no tratamento de pacientes com câncer de próstata que necessitam de um controle rápido da doença.

## Eficácia Clínica
Um estudo clínico aleatorizado fase III de 12 meses (CS21), envolvendo pacientes com câncer de próstata, comparou a privação androgênica com duas doses de degarelix vs leuprolida, que é um agonista do GnRH. As duas doses de degarelix foram, pelo menos, tão eficazes quanto a leuprolida na supressão da testosterona em níveis de castração (≤ 0,5 ng/ml), a partir do 28º dia e até o final do estudo (364º dia). Os níveis de testosterona sofreram supressão significativamente mais rápida com degarelix, comparado à leuprolida. Obtiveram-se níveis de castração uniformes com degarelix desde o terceiro dia de tratamento, enquanto nos pacientes tratados com leuprolida a redução dos níveis de testosterona foi observada apenas muito depois. Não houve picos de testosterona com degarelix, em comparação com aumentos repentinos em muitos dos pacientes tratados com leuprolida. O degarelix resultou em redução mais rápida dos níveis de PSA, em comparação com a leuprolida, o que indica um controle mais rápido do câncer de próstata.
Resultados recentes sugerem também que a terapia com degarelix pode resultar em um controle mais prolongado dos pacientes com câncer de próstata, em comparação com a leuprolida.

## Efeitos secundários
Assim como ocorre com todas as terapias hormonais, o degarelix está associado a efeitos secundários hormonais, como ondas de calor e aumento de peso. Devido ao seu modo de administração (injeção subcutânea), o uso de degarelix também está associado a reações no local da injeção, como dor, eritema ou inchaço. Essas reações são geralmente leves ou moderadas e ocorrem predominantemente depois da primeira dose, com diminuição da frequência nas aplicações subsequentes.

## Receptores de FSH em outros tumores sólidos
A expressão dos receptores de FSH ocorre seletivamente na superfície da parte interna dos vasos sanguíneos de uma ampla variedade de tumores e a supressão de FSH ou de seus receptores pode ter um papel importante no tratamento dessa patologia, mas os estudos nesse sentido encontram-se em estágios iniciais. Acredita-se que os receptores de FSH sejam importantes na angiogênese tumoral por meio da sinalização de outras vias: uma que utiliza o fator de crescimento endotelial vascular (VEGF) e outra que ativa os mecanismos de Gq/11 independentemente do VEGF.